# 夹谷清臣
夹谷清臣（1133年—1202年），姓夹谷，本名阿不沙。金朝宰相，女真族。天会十一年（1133年）生于金国胡里改路（今黑龙江省依兰县）桓笃的一个世袭猛安家庭。

## 生平
夹谷清臣姿貌伟岸，善於骑射。皇统八年（1148年），袭封祖父驳达猛安。完颜亮正隆六年（1161年），金世宗即位，改元大定元年，率本部六千人赴中都（今北京市），以拥戴功迁昭武大将军。跟随右副元帅纥石烈志宁为管押万户，参与镇压契丹人移剌窝斡及他的余部反金起义军，转任镇国上将军，知颖顺军事。大定二年（1162年），南宋军队二万人攻克汝州，夹谷清臣受命与万户孛术鲁定方等领骑兵四千，取汝州。大定三年（1163年），从纥石烈志宁大败宋将李世辅，取宿州，夹谷清臣任宿州防御使。改任博州防御使、西北路招讨都监、乌古十垒部族节度使。大定十二年（1172年），任右副都点检，出任陕西路统军使兼知京兆府事。大定二十六年（1186年），改西京（今山西省大同市）留守。后迁枢密副使。金章宗即位，将夹谷清臣之女纳入宫中封为昭仪，此后对夹谷清臣愈加眷顾倚重。明昌二年（1191年），拜夹谷清臣为尚书左丞，然后又进封他为平章政事，封芮国公。明昌四年（1193年），迁右丞相，监修国史，改封戴国公。明昌六年（1195年），拜左丞相，改封密国公。即而领军北征，行尚书省事于临潢府，攻打蒙古合底斤（哈答斤）、山只昆（散只兀）等部，到合勒合河（今哈拉哈河）、呼伦湖等地，攻下营帐十四。虽有捷报，但最后因讨伐北阻卜失利而被责致仕。承安五年（1200年），降为横海军节度使兼沧州管内观察使。泰和二年（1202年）夹谷清臣去世。

## 子女
- 子：夹谷么查剌，袭猛安。
- 女：夹谷昭仪，金章宗的昭仪。

## 延伸阅读
[在维基数据编辑]
 《金史·卷94》，出自脱脱《遼史》